# Albertmeer
Het Albertmeer (Albert Nyanza) is een van de grote meren in het midden van Afrika. Het staat op de zevende plaats in de rij van grootste meren van Afrika en ligt op de grens van Oeganda en de Democratische Republiek Congo (voorheen Zaïre). Tijdens de heerschappij van Mobutu Sese Seko liet deze het meer tijdelijk naar zichzelf vernoemen. Het meer stond toen bekend als het Mobutu Sese Seko-meer (Lac Mobutu-Sese-Seko) of kortweg Mobutumeer. Na zijn val herkreeg het meer zijn oude naam.
Het is het meest noordelijke meer van de meren in de Grote Slenk. Het is een onderdeel van het bovenste gedeelte van de Nijl. Het meer wordt via de Victorianijl gevuld met water dat afkomstig is uit het Victoriameer, het grootste meer van Afrika. De uitstroom vindt plaats via de Albertnijl.
Het meer is ongeveer 160 kilometer lang en 30 kilometer breed. Het diepste punt is rond de 50m diep en het ligt op iets meer dan 600m boven zeeniveau. Het is vernoemd naar Prins Albert, de echtgenoot van de Britse koningin Victoria. De eerste Europeaan die het meer beschreef was de Britse ontdekkingsreiziger Samuel Baker, in 1864.
Rond het Albertmeer wordt ook aardolie ontgonnen, die via de geplande Oost-Afrikaanse oliepijpleiding naar de Indische Oceaan zou worden gepompt.
Abayameer · Abbemeer · Abijattameer · Afrerameer · Albertmeer · Assalmeer · Awasameer · Bamendjingmeer · Bangweulumeer · Baringomeer · Basakameer · Bittermeren · Cahora Bassa · Chamomeer · Delcommunemeer · Edwardmeer · Fitrimeer · Georgemeer · Guiersmeer · Hajkmeer · Kabambameer · Kabelemeer · Kabwemeer · Karibameer · Kisalemeer · Kitshomponshimeer · Kivumeer · Kokameer · Kyogameer · Lac Rose · Langanomeer · Mai-Ndombemeer · Manantalimeer · Malawimeer · Manyekemeer · Mofwelagune · Mwerumeer · Mweru-Wantipameer · Naivashameer · Nakurumeer · Nassermeer ·   Nyosmeer · Nzilomeer · Shalameer · Tanameer · Tanganyikameer · Tele-meer · Toshkameren · Tshangalelemeer · Tsjaadmeer · Tumbameer · Turkanameer · Upembameer · Victoriameer · Voltameer · Walilupemeer · Zimbambomeer · Ziwaymeer